# Хеппі Енд (Кам'янка)
«Хепі Енд» (рум. Happy End) — нині неіснуючий молдавський футбольний клуб з Кам'янки. Був заснований 25 червня 1999 року, в сезоні Чемпіонат Молдови з футболу 2001/2002 виступав у Національному дивізіоні, в 2002 році припинив своє існування.

## Історія
У сезоні 1999/00 року команда «Хеппі Енд» дебютувала в групі «Північ» Дивізіону «Б» Молдавії. За підсумками сезону клуб зайняв перше місце, маючи в активі 61 очко, це дало право команді наступного року грати в Дивізіоні «А». У перший же рік у другому за силою дивізіоні країни команда з Кам'янки зайняла друге місце і піднялася в Національний дивізіон. У вищій футбольній лізі сезону 2001/02 клуб утриматися не зміг — «Хепі Енд» зайняв останній рядок у турнірній таблиці, маючи в активі лише 15 очок. Наприкінці сезону клуб припинив своє існування.

## Досягнення
- Переможець Дивізіону «Б» (група Nord) (1): 1999/00
- Друге місце в Дивізіоні «А» (1): 2000/01